# Friedrich Rabenschlag
Friedrich Rabenschlag (* 2. Juli 1902 in Herford; † 7. August 1973 in Leipzig) war ein deutscher Chorleiter.

## Leben
Nach seinen Studien der Germanistik, Kunstgeschichte, Musikwissenschaft und Philosophie in Tübingen, Leipzig und Köln belegte er die praktischen Musikfächer (Klavier, Orgel, Chor- und Orchesterleitung) am Landeskonservatorium in Leipzig. Begeistert von der Wandervogel- und Jugendmusik-Bewegung gründete er 1926 den Madrigalkreis Leipziger Studenten. Dieser vereinigte sich 1938 mit der Heinrich-Schütz-Kantorei zum Leipziger Universitätschor.
1933 wurde er zum Kantor der Universitätskirche St. Pauli berufen (1968 von der Stadtverwaltung gesprengt). 1939 wurde er zum Universitätsmusikdirektor ernannt. Besondere Verdienste erwarb sich Rabenschlag durch die Wiederentdeckung mittelalterlicher geistlicher Vokalwerke, zahlreicher Einstudierungen der Oratorien Bachs und der intensiven Beschäftigung mit Werken seines Zeitgenossen Ernst Pepping. 1947 wurde er zum Direktor und Dirigenten der Leipziger Singakademie berufen und 1954 zum Professor ernannt.
Die Theologische Fakultät der Universität Leipzig verlieh Rabenschlag am 5. Mai 1963 die Ehrendoktorwürde.
Rabenschlag starb 1973 in Leipzig und wurde auf dem Friedhof Leipzig-Leutzsch (Abt. ZU V) bestattet. Sein Nachfolger als Chorleiter wurde der spätere Thomaskantor Hans-Joachim Rotzsch.